# Savo Štrbac

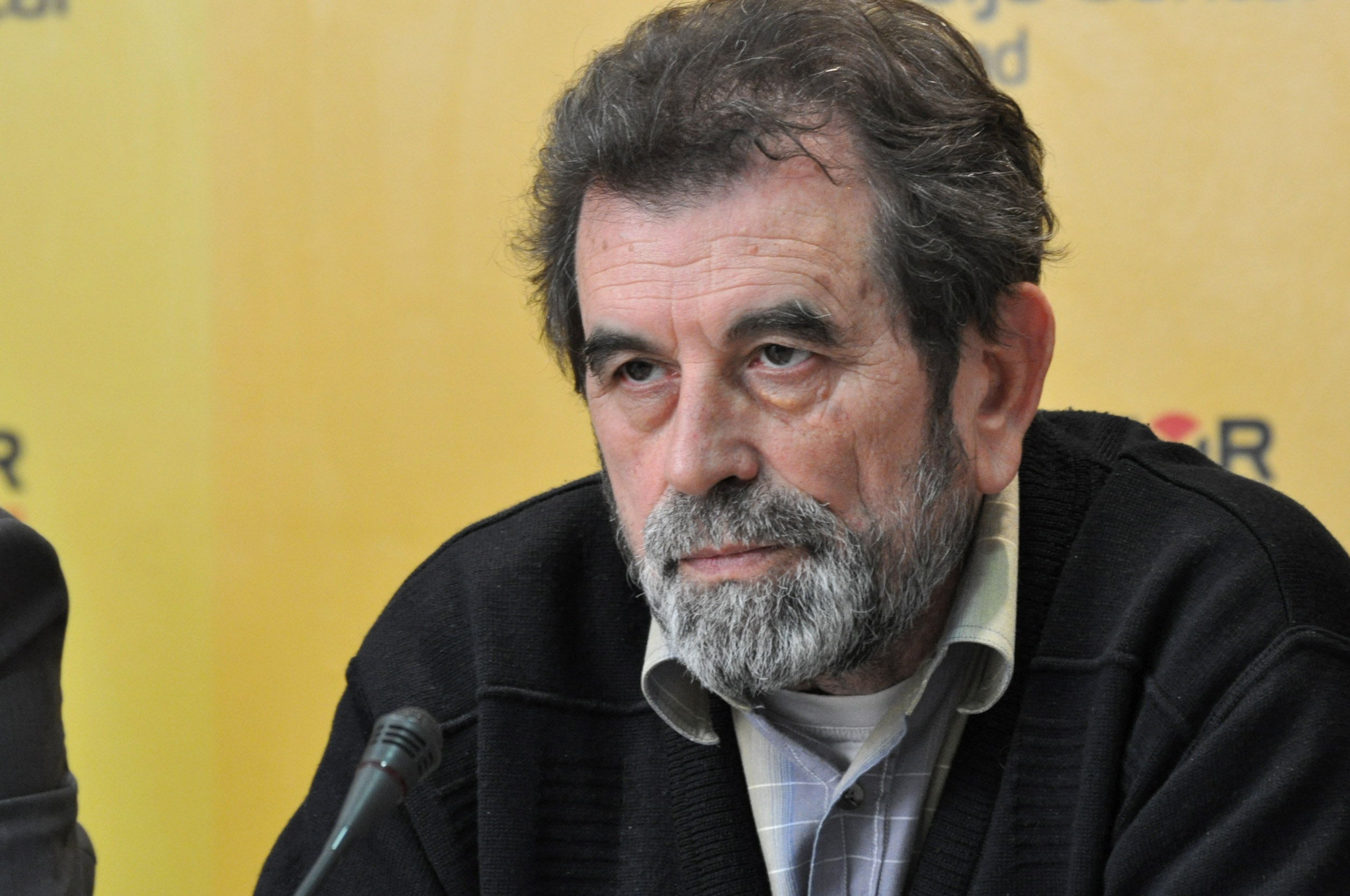
Savo Štrbac (2011)

Savo Štrbac (* 1949 in Benkovac, Jugoslawien) ist der ehemalige Informationsminister der international nicht anerkannten Republik Serbische Krajina und galt als Vertrauter der vom Internationalen Strafgerichtshof für das ehemalige Jugoslawien (ICTY) verurteilten Kriegsverbrecher Milan Babić und Milan Martić.

## Leben
Štrbac schloss sein Studium der Rechtswissenschaften an der Universität Zagreb ab und lebte bis zum Ausbruch des Kroatienkrieges in Kroatien. Heute lebt und arbeitet er in Belgrad.
Štrbac arbeitete bis Oktober 1990 als Richter in Zadar und war Mitarbeiter des jugoslawischen Geheimdienstes KOS (Dienst für Gegenaufklärung). Seit dem Jahr 1994 unterstützte er die ICTY-Chefanklägerin Carla Del Ponte bei der Beschaffung von Informationsmaterial für die Erstellung von Anklageschriften gegen die kroatischen Generäle Ante Gotovina, Ivan Cermak und Mladen Markač.
Als Staatsangehöriger Serbiens und Bosnien-Herzegowinas gründete er in Banja Luka den Verein „Veritas“, der systematisch Beweise für die an Serben begangenen Verbrechen erforscht und publiziert.